# Mario Domínguez
Pour les articles homonymes, voir Domínguez.
Mario Domínguez, né le 1er décembre 1975 à Mexico (Mexique), est un pilote automobile mexicain. Il a évolué de 2002 à 2007 dans le championnat Champ Car avant de rejoindre en 2008 l'IndyCar Series avec l'écurie Pacific Coast Motorsports

## Biographie
Mario Dominguez a débuté la compétition en 1987 par le karting. Après plusieurs titres de champion du Mexique, il passe à la monoplace, d'abord au Mexique dans les championnats de Formule 3 et de Formule 3000, puis aux États-Unis dans le championnat Indy Lights, l'antichambre du CART. 
En 2002, il accède au CART, dans la modeste écurie Herdez Competition. Sa première saison se déroule dans l'anonymat du fond de grille jusqu'à la manche australienne, disputée à Surfer's Paradise sous des trombes d'eau. Le peloton est rapidement décimé dans un carambolage général et la direction de course décide de mettre un terme précoce à l'épreuve. Dominguez, qui a effectué un arrêt de moins que les favoris est en tête lorsque la course est arrêtée et est déclaré vainqueur. Il se classe 18e du championnat, ce qui fait de lui le meilleur débutant de l'année.
Dominguez reste chez Herdez en 2003, mais le départ vers l'IRL de plusieurs des équipes phares du championnat ont contribué à faire de la structure américano-mexicaine une des bonnes équipes du championnat. Dominguez en profite pour se battre régulièrement pour les places d'honneur, voir pour la victoire : il se classe 3e à Brands Hatch, deuxième sur l'ovale du Lausiztring (à l'issue d'un duel pour la victoire d'une rare intensité avec Sébastien Bourdais), troisième à Mexico et s'impose dans les rues de Miami. Ce deuxième succès en CART, bien plus probant que celui chanceux de l'année précédente, contribue à sa sixième place finale au classement du championnat. Il confirme sa bonne forme en 2004, avec trois podiums (à Monterrey au Mexique, à Montreal et à Surfer's Paradise) et la cinquième place du championnat. 
Dominguez, qui commence à jouir d'une bonne réputation et qui devait initialement être soutenu par de puissants sponsors mexicains, parvient aux portes de la Formule 1.  
Fin 2004, ses agents, Henri Luzet et Jose Luis Caparros (Guru4Racer), nouent des contacts avec l'équipe suisse Sauber. Accompagné de ses Agents, Mario effectue une visite à Inwill pour y rencontrer Monisha Kalterbaum sans que les négociations n'aboutissent.  
L'écurie russo-canadienne Midland qui vient de s'engager en Formule 1 en rachetant l'écurie Jordan Grand Prix devient une option sérieuse et Dominguez est fortement pressenti pour y obtenir un volant de pilote essayeur dès 2005 et de titulaire en 2006. Une séance d'essai au volant de la F1 est organisée sur le circuit de Silverstone. Mais, même si le résultat en est très positif, les négociations avec ses sponsors mexicains qui traînent en longueur mettent un terme à l'aventure F1. 
Début 2005, parallèlement à ses négociations avec Jordan/Midland, Il quitte Herdez pour rejoindre le Forsythe Racing, l'une des meilleures équipes du Champ Car. Après une première saison en demi-teinte (neuvième du championnat avec un seul podium, à Denver), il semble connaître un début de championnat 2006 plus encourageant (podium à Houston) mais paye cher le fait de s'accrocher à deux reprises avec son coéquipier Paul Tracy. Limogé par Forsythe au terme de la quatrième manche de la saison, il trouve immédiatement refuge dans la petite structure Dale Coyne Racing, puis dispute les trois dernières manches chez Rocketsports et renoue à cette occasion avec le podium grâce à sa deuxième place à Surfer's Paradise. Comme l'année précédente, il se classe neuvième du championnat. 
Début 2007, Dominguez crée la surprise en signant un contrat avec le Forsythe Racing, écurie qui l'avait mis à la porte moins d'un an plus tôt. Mais le contrat ne porte que sur trois courses et ses prestations peu convaincantes ne lui permettent pas d'obtenir une prolongation. Sans volant, il retrouve ponctuellement les grilles du Champ Car au mois de juillet en assurant successivement l'intérim de Tristan Gommendy chez PKV Racing à Edmonton, de Ryan Dalziel chez Pacific Coast Motorsports à San Jose, puis de Dan Clarke chez Minardi USA à Zolder. 
Esquissée en Champ Car, sa collaboration avec le Pacific Coast Motorsport reprend en 2008 dans le championnat IndyCar Series, d'abord lors du Grand Prix de Long Beach (disputé sous la réglementation du Champ Car) qu'il termine à la 3e place, puis à temps complet à partir des 500 miles d'Indianapolis.
En 2009 Mario Dominguez est dirigé vers le nouveau championnat du Monde Fia GT1 où il court au volant d'un Saleen Gt1 du team K+K en compagnie de Karl Wendlinger et Ryan Sharp